# Operacja Bulmus 5
Operacja Bulmus 5 (hebr. מבצע בולמוס 5, Miwca Bulmus 5) – izraelska operacja wojskowa przeprowadzona przez oddział Szajjetet 13 w egipskiej placówce wojskowej wybudowanej na przylądku Ras Adabija 21 czerwca 1969 roku w trakcie wojny na wyczerpanie. W placówce, znajdującej się 20 km na południe od miasta Suez i 6 km na południe od Adabiji, znajdowały się radar, sprzęt wywiadowczy, agregaty prądotwórcze i antena radiostacji. Zamierzeniem tej operacji była chęć zintensyfikowania ataków przeciwko Egiptowi w trakcie wojny. Ponadto jednostka morskich komandosów otrzymała pozwolenie na przeprowadzanie niezależnych operacji w sile plutonu lub większej. Operacja zakończyła się połowicznym sukcesem, ponieważ mimo zniszczenia placówki, nie udało się zniszczyć radaru, którego pozycja został błędnie określona przez wywiad izraelski .

## Tło wydarzeń

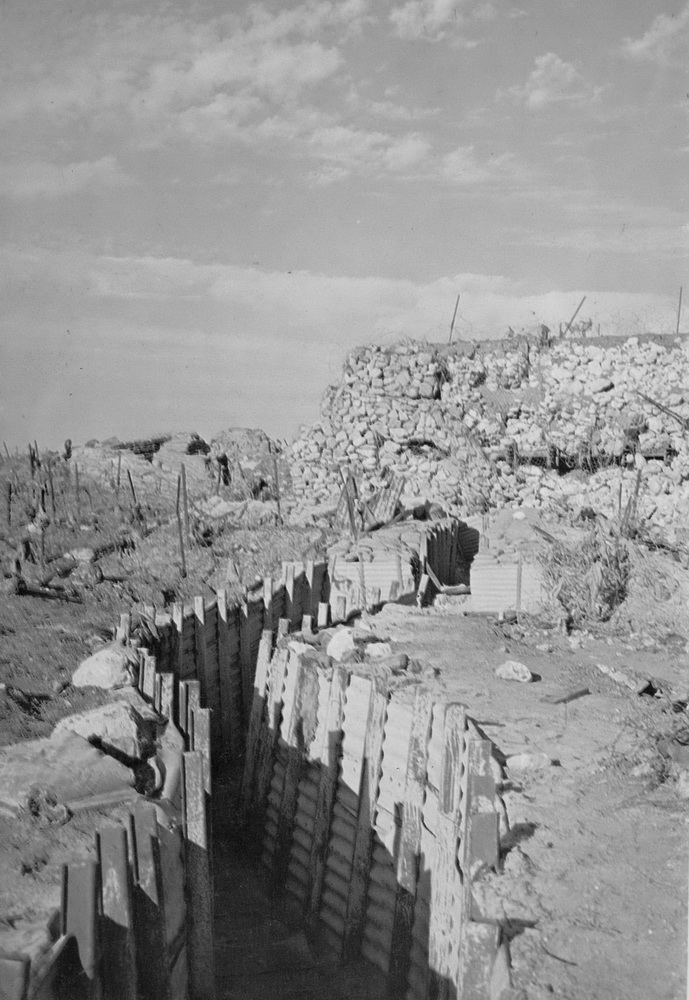
Izraelska linia Bar-Lewa wzdłuż wschodniego wybrzeża Kanału Sueskiego

Koniec wojny sześciodniowej w 1967 roku nie stanowił zakończenia konfliktu arabsko-izraelskiego. Państwa arabskie nie mogły się pogodzić ze zwycięstwem Izraela oraz ze wzrostem jego pozycji w regionie. We wrześniu 1967 roku odbyła się konferencja w Chartumie, na której do głosu doszli zwolennicy prowadzenia zdecydowanej polityki wobec Izraela. Uznali, że nie można prowadzić żadnych negocjacji i rozmów pokojowych z politykami izraelskimi. Egipcjanie nie pogodzili się ze stratą Synaju, a Izrael nie akceptował postanowień Rezolucji Rady Bezpieczeństwa ONZ nr 242 nakazującej mu zwrot zdobytych terytoriów. W wyniku napięć politycznych doszło początkowo do pojedynczych, później regularnych, ostrzałów pozycji jednej i drugiej strony nad Kanałem Sueskim. Toczący się od 1967 do 1970 roku nazwany został wojną na wyczerpanie. Gamal Abdel Naser wierzył, że przedłużający się konflikt doprowadzi do osłabienia Izraela. W trakcie konfliktu dochodziło do operacji desantowych, naruszeń przestrzeni powietrznych, ostrzałów i wypadów komandosów na tyły wroga. Egipt chciał przez to utrzymać zainteresowanie międzynarodowe sytuacją nad Kanałem Sueskim i zyskać sojuszników. Naser otrzymał szeroką pomoc wojskową ze Związku Radzieckiego. Z kolei Izrael nie chciał pokazać słabości i wycofać się z pozycji na zachodzie Synaju mimo strat wśród żołnierzy stacjonujących na linii Bar-Lewa. Obszar walk w trakcie wojny na wyczerpanie był również poligonem doświadczalnym dla nowego sprzętu amerykańskiego i radzieckiego.

## Przygotowania do operacji
Egipska placówka została oddział żołnierzy Szajjetet 13 po przeprowadzeniu operacji Bulmus 2. Uznano wówczas, że atak na przylądek Ras Adabija może spełnić trzy funkcje. Po pierwsze, mogłoby to być sprawdzenie w praktyce umiejętności komandosów przed szturmem na Zieloną Wyspę (Operacja Bulmus 6). Jednostka specjalna izraelskiego Korpusu Morskiego wówczas była już w trakcie ćwiczeń do przeprowadzenia ataku na wspomnianą wyspę. Po drugie, Izrael w tamtym czasie dążył do przeniesienia działań zbrojnych za egipską linię frontu. Przedłużająca się wojna na wyczerpanie nie służyła morale armii, gospodarce państwa i społeczeństwu. Dowództwo Sił Obronnych Izraela było w trakcie wdrażania w życie planów ataków na strategiczne cele wzdłuż wybrzeża Morza Czerwonego. Po trzecie, operacja wpisałaby się w nowy sposób działania Szajetet 13. Jednostka otrzymała pozwolenie na przeprowadzanie samodzielnie operacji wojskowych w sile plutonu lub większej .
Placówka znajdowała się na umocnionej rafie na przylądku Ras Adabija, od lądu była otoczona podmokłymi terenami. Prowadziła do niej z zachodu droga wybudowana na umocnionym wale. Na jej terenie miał znajdować się radar, posterunek i koszary pilnującego oddziału, radiostacja z anteną (wysokości ok. 20 m) oraz agregaty prądotwórcze . Źródła podają różne informacje na temat liczebności oddziału chroniącego placówkę, Almog i oficjalna strona Korpusu Morskiego piszą o 32 żołnierzach , Katz wspomina o oddziale liczącym ponad 30 komandosów, gazeta „Al ha-Miszmar” pisała po prostu o 30 żołnierzach noszących wojskowe umundurowanie robocze w jasnym kamuflażu, drugi artykuł tej gazety mówił za to o 30 marynarzach, z kolei gazeta „Ma’ariw” pisała tylko o ochronie składającej się z marynarzy, bez podania ich liczby.
Aman poinformował, że placówka w razie ataku może zostać wsparta stacjonującymi na wybrzeżu jednostkami egipskimi, a także może zostać pokryta ogniem artyleryjskim. Wsparcia mogły jej udzielić przebywające w porcie w Adabiji okręty marynarki. Dlatego atak musiał zostać sprawnie przeprowadzony przy maksymalnym wykorzystaniu efektu zaskoczenia . W celu zebrania większej ilości informacji na temat obszaru operacji oraz wykonania zdjęć 19 maja, przy pomocy pojazdów samozanurzalnych chazir, w okolicę Adabiji wyruszył oddział 8 żołnierzy Szajetet 13 pod dowództwem majora Emanu’ela Paza. Po przeanalizowaniu wszystkich informacji uznano, że do przeprowadzenia operacji wystarczy 25 żołnierzy. Dwudziestu z nich miało dokonać ataku na placówkę i zlikwidować wyznaczone cele. Pozostałych pięciu miało zaatakować bramę wjazdową na zachodzie i przygotować zasadzkę na ewentualne posiłki, które byłyby wysłane do pomocy placówce. Celem operacji stały się: załoga placówki, radiostacja, agregat prądotwórczy, pozostałych pięć budynków znajdujących się na terenie placówki oraz radar .

## Przebieg
21 czerwca 1969 roku podzieleni na 5 grup, przy pomocy pontonów, komandosi Szajjetet 13 wyruszyli w drogę do placówki. Dowództwo nad operacją powierzono podpułkownikowi Ze’ewowi Almogowi i majorowi Sza’ulowi Ziwowi. Około 500 metrów przed celem opuścili pontony i resztę drogi przebyli samodzielnie, co miało zwiększyć szanse na zaskoczenie przeciwnika. Zgodnie z planem jedna grupa odłączyła się od sił uderzeniowych i popłynęła w stronę wału i bramy w celu wyeliminowania strażników i przygotowania zasadzki . Gdy komandosi zbliżali się do miejsca wynurzenia i wyjścia na brzeg dostrzegli dwóch Egipcjan. Jeden z nich zorientował się, że placówka może być zagrożona, zaczął krzyczeć. Dowódca grupy postanowił od razu ich zastrzelić.
Po wyjściu na brzeg główny oddział podzielił się na mniejsze grupy w celu jednoczesnego zaatakowania różnych celów na terenie placówki. W tym samym czasie pięciu komandosów wyeliminowało strażników przy bramie i przygotowało zasadzkę, zamykając jednocześnie drogę odwrotu. Następnie komandosi przystąpili do oczyszczania budynków znajdujących się na terenie placówki. W tym celu użyto granatów, po czym Izraelczycy sprawdzali, co w nich się znajduje. Jak się okazało, budynki były niezabezpieczone w żaden sposób, mimo statusu placówki. Egipcjanie widząc izraelskich komandosów, nie stawiali silnego oporu, zaczęli uciekać w stronę barmy lub wskakiwali do wody. Ci, którym udało się uciec, dostali się pod ogień oddziału przy bramie wjazdowej. Następnie komandosi przeszli do kolejnego etapu, czyli wysadzania budynków. W jego trakcie okazało się, że w placówce nie ma żadnego radaru, o którym poinformował wywiad. Zaraz po tym dowodzący zarządzili ewakuację.

## Rezultat operacji
Źródła są rozbieżne, co do ofiar wśród Egipcjan. Oficjalna strona izraelskiej marynarki pisze o 30 żołnierzach wroga, „Al ha-Miszmar” pisała o co najmniej 26 zabitych, zastrzeżeniem, że mogło być ich więcej, Landau z kolei napisał, iż wstępnie podano komunikat o 15 zabitych Egipcjanach. Prócz niewysadzenia radaru, którego ostatecznie nie było w placówce, żołnierze wykonali swoje zadania. Zniszczono sprzęt wywiadowczy, radiostację z anteną i agregat. Po stronie izraelskiej było dwóch lekko rannych żołnierzy.
Prasa i stacje radiowe w Egipcie nie informowały o ataku. Podawano raporty z wymiany ognia na linii frontu wzdłuż Kanału Sueskiego. Radio Kair podało za to, iż egipska obrona przeciwlotnicza zestrzeliła trzy izraelskie samoloty. Rzecznik Cahalu zdementował ten komunikat, uznając go za propagandę.
Chajjim Bar Lew wystosował pismo z podziękowaniami do Szajjetet 13. Ocenił w nim pozytywnie przebieg operacji i uznał, że dla izraelskich komandosów marynarki nie ma rzeczy niemożliwych do wykonania.